# Mini Estadi
Mini Estadi (dansk: Mini Stadion) er et fodboldstadion beliggende i Barcelona, Catalonien, Spanien. Stadionet har en kapacitet på 15.276 siddepladser og er beliggende tværs over for Camp Nou, hjemmebane for FC Barcelona's førstehold. 
Mini Estadi blev indviet den 23. september 1982 og har været hjemsted for FC Barcelona C indtil juli 2007, hvor holdet blev opløst. Det har også været hjemsted for "Barcelona Dragons", et amerikansk-europæisk fodboldhold, indtil de blev opløst i 2003. Stadionet har endvidere været hjemsted for klubbens reservehold FC Barcelona B samt ungdomsholdet "Juvenil A". Mini Estadi er i dag afsløst af det nybyggede Estadi Johan Cruyff, der blev indviet den 27. august 2019. Efter indvielsen af Estadi Johan Cruyff er det besluttet at nedrive Mini Estadi.
Stadionet har desuden lejlighedsvis fungeret som hjemmebane for Andorra. 
Queen optrådte også på stadion under deres "Magic Tour" d. 1. august 1986. David Bowie optrådte her to aftener i træk i forbindelse med hans "Glass Spider Tour" d. 7-8 Juli 1987.